# Yoo Jung-rae
Yoo Jung-rae (en hangul, 유정래; nacida en Jeju el 19 de diciembre de 1988) es una actriz de cine y televisión surcoreana.

## Carrera
Yoo Jung-rae empezó su carrera como doble de acción gracias a sus condiciones físicas, que le permitieron ganar aún en la escuela secundaria un concurso nacional de lanzamiento de jabalina. Ha practicado también natación, artes marciales, equitación, ciclismo y submarinismo.
Debutó en 2014 con el papel de una agente de policía con funciones de guardaespaldas en la serie de SBS Three Days. Desde entonces ha desarrollado su carrera como actriz de reparto en numerosas películas y series televisivas. Uno de sus papeles más destacados fue el de una joven investigadora de la fiscalía, Lee Chae-young, en la serie Children of a Lesser God.
En 2019 realizó un viaje a China acompañada de la también actriz Lee Sae-yoon en el ámbito de un Proyecto de exploración de sitios históricos antijaponeses de Corea. Estaba previsto documentar esas visitas publicando en YouTube el diario de viaje.

## Filmografía

### Cine
| Año  | Título             | Hangul                   | Papel                           | Notas        | Ref.  |
| ---- | ------------------ | ------------------------ | ------------------------------- | ------------ | ----- |
| 2016 | Phantom Detective  | 탐정 홍길동: 사라진 마을 | Miembro de la banda de Gil-dong |              | [ 8 ] |
| 2016 | The Last Ride      | 위대한 소원              | Periodista                      |              | [ 8 ] |
| 2017 | The Great Battle   | 안시성                   | Señora Gueum                    |              |       |
| 2017 | Pregunta subjetiva | 주관식 문제              | Profesora del dpto. de Teatro   | Mediometraje | [ 8 ] |
| 2018 | Miss Baek          | 미쓰백                   | Mujer policía                   |              | [ 7 ] |
| 2019 | Love, Again        | 두번할까요               | Organizadora de bodas           |              |       |

### Series de televisión
| Año  | Título                       | Papel             | Canal | Notas | Ref.          |
| ---- | ---------------------------- | ----------------- | ----- | ----- | ------------- |
| 2014 | Three Days                   | Agente de policía | SBS   |       |               |
| 2014 | My Secret Hotel              |                   | tvN   |       |               |
| 2015 | Mask                         |                   | SBS   |       |               |
| 2015 | Six Flying Dragons           |                   | SBS   |       | [ 8 ]         |
| 2016 | Cheese in the Trap           |                   | tvN   |       | [ 8 ]         |
| 2016 | Celos encarnados             | Kan Mi Young      | SBS   |       | [ 3 ] [ 9 ]   |
| 2017 | Strong Family                |                   | SBS   |       |               |
| 2017 | Oh, the Mysterious           | Yeo Eun-joo       | SBS   |       | [ 8 ]         |
| 2018 | Children of a Lesser God     | Lee Chae-young    | OCN   |       | [ 4 ] [ 10 ]  |
| 2018 | God 's Quiz: Reboot          | Si-hyeon          | OCN   |       | [ 11 ]        |
| 2019 | Haechi                       | Kyu Hwa-eun       | SBS   |       |               |
| 2020 | To All The Guys Who Loved Me | Hong Bo-hee       | KBS2  |       | [ 12 ] [ 13 ] |
| 2021 | On the Verge of Insanity     | Eo Hae-mi         | MBC   |       | [ 2 ]         |

### Vídeos musicales
| Año  | Título   | Artista | Notas         | Ref.                 |
| ---- | -------- | ------- | ------------- | -------------------- |
| 2020 | Suddenly | Noeul   | Con Ji Il-joo | [ 14 ] [ 15 ] [ 16 ] |